# タイガー (巡洋戦艦)
| 1920年頃撮影   | |
| 艦歴           | |
| 発注           | ジョン・ブラウン社クライドバンク造船所 |
| 起工           | 1912年6月20日 |
| 進水           | 1913年12月15日 |
| 就役           | 1914年10月3日 |
| 退役           | 1931年5月15日 |
| その後         | 1932年にスクラップとして売却 |
| 前級           | ライオン級 |
| 後級           | レナウン級 フッド |
| 性能諸元       | |
| 排水量         | 基準：28,800トン 満載：33,677トン |
| 全長           | 214.6 m |
| 全幅           | 27.6 m |
| 吃水           | 8.7 m |
| 機関           | バブコック・アンド・ウィルコックス式石炭・重油混焼水管缶39基 +ブラウン・カーチス式直結タービン（高速型・低速型二軸並列型）2組4軸推進 |
| 最大出力       | 85,000 hp |
| 最大速力       | 28.0 ノット（公試時：28.7 ノット） |
| 航続距離       | 12 ノット/4,600 海里 25ノット/4,650 海里 |
| 燃料（満載時） | 石炭：3,300トン 重油：3,450トン |
| 乗員           | 1,109～1,200 名 |
| 兵装           | Mark 5 34.3cm（45口径）連装砲4基 Mark 7 15.2cm（45口径）単装速射砲12基 Mark 1 7.62cm（45口径）単装高角砲2基 オチキス 4.7cm（43口径）機砲4基 53.3 cm水中魚雷発射管単装4基 |
| 装甲           | 舷側：229mm（機関区のみ）、152mm（主砲弾薬庫）、152mm（舷側上部）、76mm～102mm～127mm（艦首尾部）、102mm（前後隔壁） 甲板：25mm（主甲板）、51mm（弾薬庫） 主砲塔：229mm（前盾）、229mm（側盾）、203mm（後盾）、82mm（天蓋傾斜部）、64mm（天蓋平坦部） 主砲バーベット：229mm（甲板上部）、102mm（上甲板）、102～76mm（甲板下部） 副砲ケースメイト：127～152mm 司令塔：254mm（側盾）、76mm（天蓋） |

タイガー (HMS Tiger) は、イギリス海軍の巡洋戦艦。同時期にヴィッカースが建造した日本海軍むけの巡洋戦艦金剛と似た外観である。タイガーは金剛型戦艦の改良型と評されたこともあるが、実際には直接の関係はなく、完全な同型艦はない（後述）。

## 概要

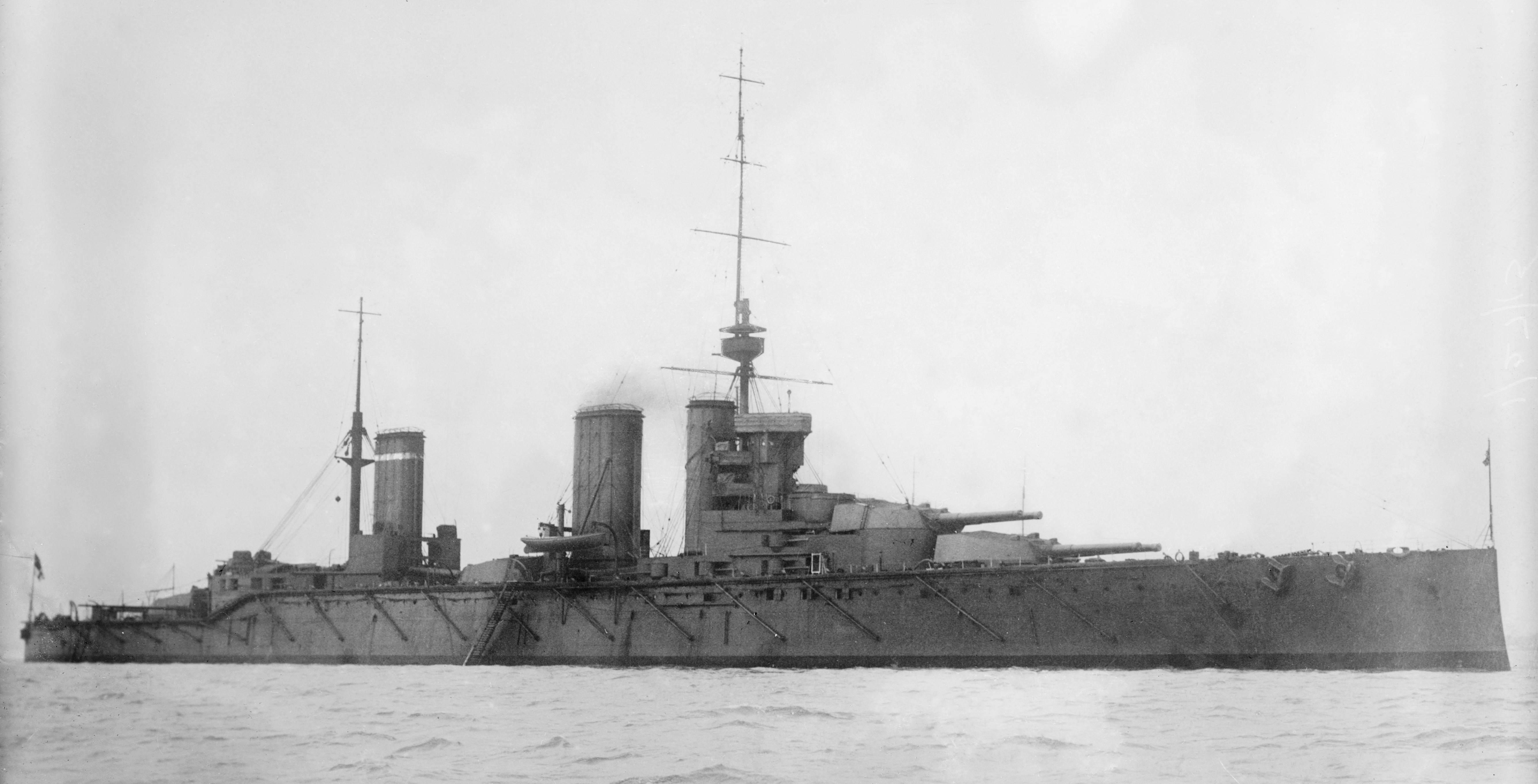
前級ライオン級の「プリンセス・ロイヤル」。

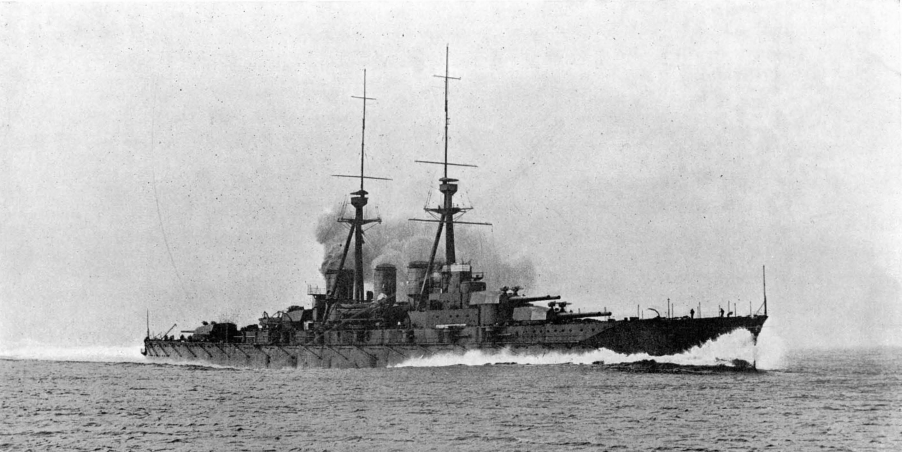
「タイガー」との関連が囁かれた「金剛」、「プリンセス・ロイヤル」と同じ造船所で建造。

タイガーはイギリス海軍の1911年度計画により1隻のみ建造された。本艦の前級（ライオン級巡洋戦艦）は当時からコストパフォーマンスが悪いと評価されており、同年の予算要求ではタイガー1隻分しか建造を認められなかったという背景がある。
ジョン・ブラウン社クライドバンク造船所にて、1913年12月15日に進水。
第一次世界大戦開戦後の1914年10月に竣工した。当初はライオン級巡洋戦艦と全く同型の4番艦となる予定だったが、日本の金剛型巡洋戦艦と比べ主砲塔の配置に遜色があることから、急遽設計を変更して建造された艦である。機関配置が船体中央部に集中したことにより、ライオン級において2番・3番煙突により射界が狭められていた3番砲塔が真後ろに射撃が可能となり、後方火力が倍増した。
タイガーの船体設計はアイアン・デューク級戦艦の巡洋戦艦化版であって、金剛型とは直接的には関係がない。またタイガーの装甲配置はライオン級と同じで金剛型とは異なる。よってタイガーを金剛型の改良型とする説は誤りである。しかしタイガーの設計時に金剛型の機関配置を参考にした可能性はある。さらにタイガーの設計担当はサー・フィリップ・ワッツだが、彼は金剛の建造指導もおこなっている。
金剛型はレシャディエ級戦艦レシャド5世（エリン）を巡洋戦艦化したものであり、レシャド5世（エリン）はキング・ジョージ5世級戦艦 (初代)をタイプシップとしている。タイガーのタイプシップであるアイアン・デューク級はキング・ジョージ5世級の改良型であるため、両者は共通の先祖を持っているとも言える。
英独巡洋戦艦の戦力差に不安を抱いていたタイガーの将校は金剛型巡洋戦艦を意識しており、金剛級巡戦4隻のイギリス派遣を期待していた。この件に関しては、ウィンストン・チャーチル海軍大臣も金剛型戦艦を1隻か2隻北海に出動してもらいたいとの希望を漏らしたという。

## 艦形

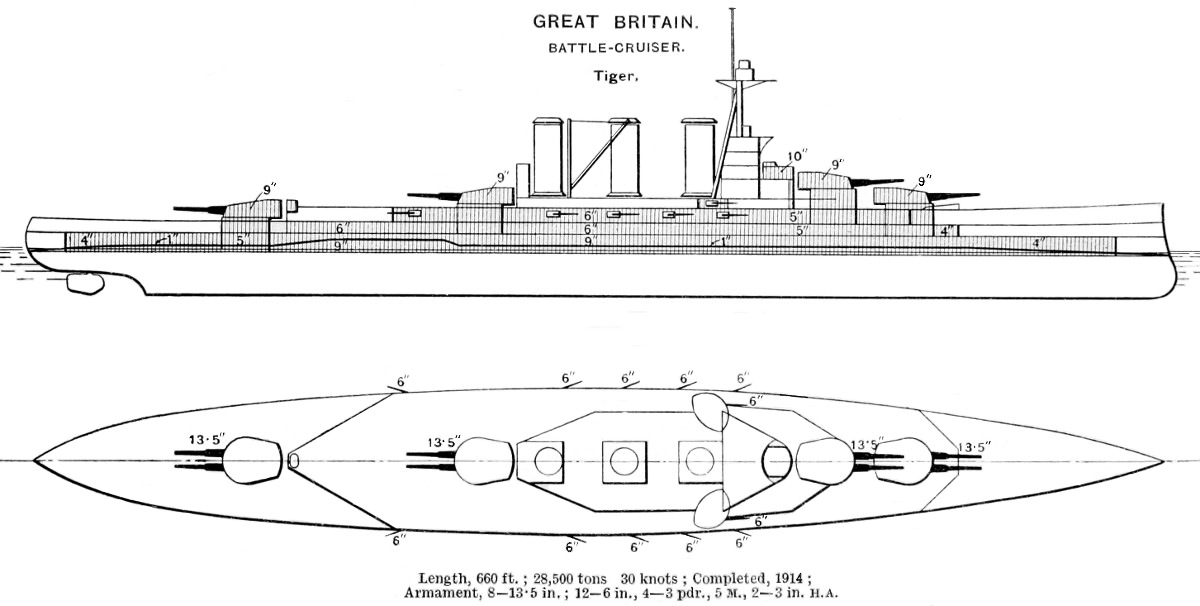
1923年時の本艦の武装と装甲の配置図。

本艦の船体形状は前級に引き続き長船首楼型船体を採用している。艦首は浮力確保のために水線下が突出していた。傾斜（シア）のまったくない艦首甲板上に「Mark 5 34.3cm（45口径）砲」を収めた連装砲塔を背負い式で2基装備し、2番砲塔基部から上部構造物が始まり、その上に司令塔が立ち、その背後に操舵艦橋を組み込んだ前向きの三脚式の前部マストが立つ。本艦は就役時から艦橋頂上部に射撃指揮室が設けられた。
本級の煙突は前級と同じく3本煙突であるが、前級の反省から等間隔に並べられた。煙突の周囲は艦載艇置き場となっており、1番・2番煙突の左右に設けられた探照灯台を基部として片舷1基ずつの小型クレーン2基と3番煙突手前の大型クレーン1基の計3基により運用された。上部構造物は3番煙突と後部司令塔が立った所で終了し、船体中央部に3番主砲塔が後向きに1基、さらに後部甲板上には4番主砲塔が後向きに1基配置されたことにより間隔の離れた背負い式配置となっており、後方火力が前級の倍となっていた。
このような設計により艦容も極めて端正にまとめ上げられ、イギリスの海軍史家アントニー・プレストンは「最も美しい主力艦である」と評価している。
なお、就役時には後部マストがなく、後述する改装の際に新設されている。
本級の副砲である「Mark 7 15.2cm（45口径）速射砲」は上部構造物の側面部に1基、船体中央部にケースメイト配置で片舷4基ずつ、3番主砲塔の後方に片舷1基の計12基を配置した。他に甲板上に対空火器として「7.62cm（40口径）高角砲」が単装砲架で2基を搭載した。
就役後のユトランド沖海戦後に3番煙突の後方の見張り所を高くして探照灯台を設置した。1918年に前部マスト上の射撃指揮室を拡大化して測距儀を設置した。また前部のトップマストが第2・第3煙突間のデリック・ポストに移された。3番クレーンの基部は、単脚式の後部マストに改造された。1922年以降に3番・4番主砲塔の砲塔測距儀を大型の物に換装した。

1924年に7.62cm（40口径）高角砲2基を撤去し、「10.2cm（45口径）高角砲」を単装砲架で4基に強化したが後に2基に減少し、1925年に10.2cm高角砲を全て撤去して、代わりに新型砲架の「Mark Ｉ QF 7.6cm（45口径）高角砲」を4基に改められた。1928年に近接火器として「ヴィッカース 4cm（39口径）ポンポン砲を単装砲架で2基を追加したが後の9月に撤去した。1929年に7.6cm（45口径）高角砲4基を撤去し、代わりに新型の「Mark V HA 10.2cm（45口径）高角砲」を4基に更新された。

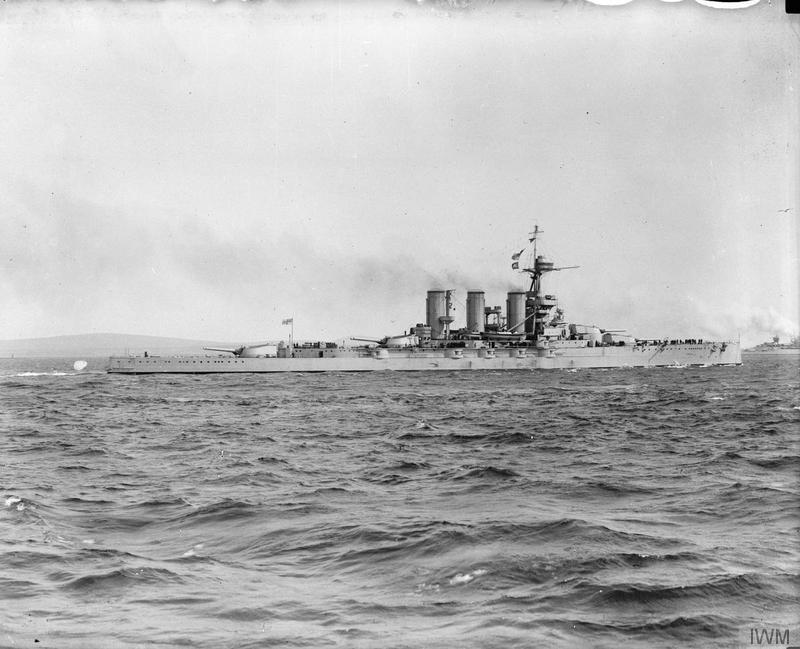
第一次世界大戦中のタイガー。就役時の姿をとどめている。
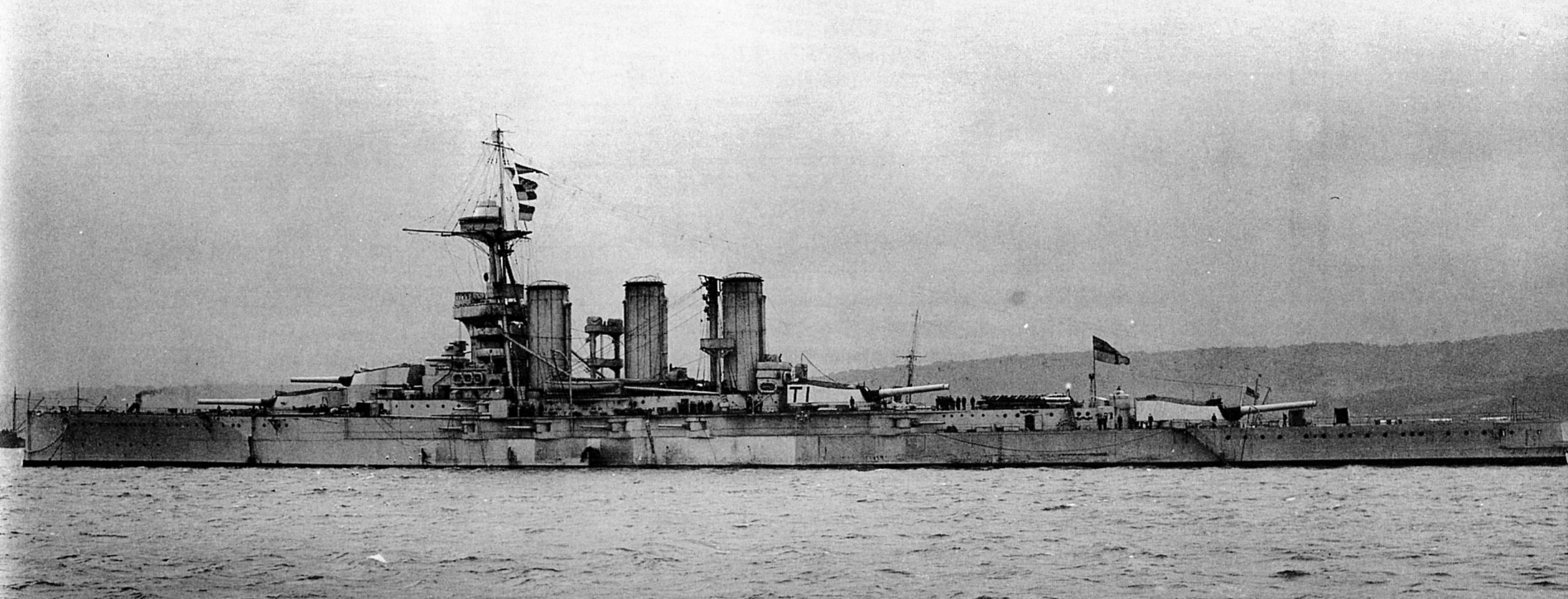
1916年 - 1917年頃のタイガー。前部マストが多層化し、測距儀が設置されている。
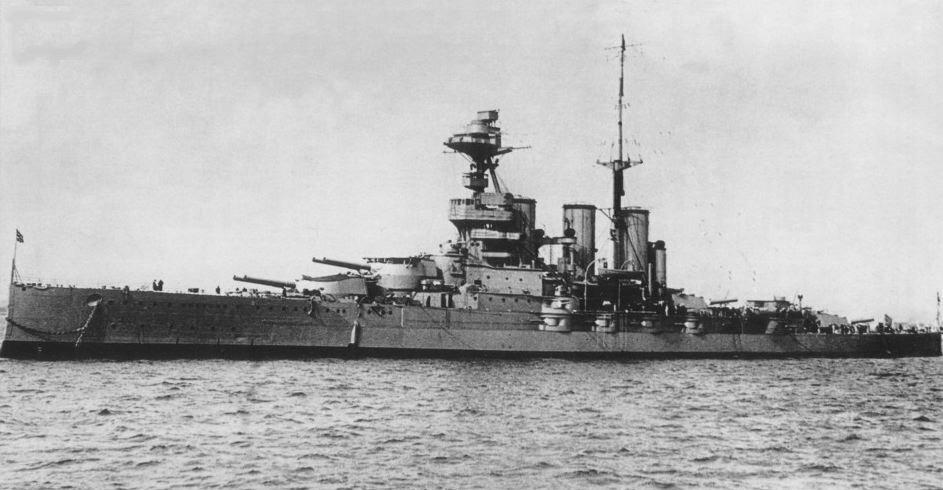
1918年の改装後の「タイガー」。前部のトップマストが第2・第3煙突間のデリック・ポストに移された[9]。後部マストが新設されたほか、2番主砲塔上に陸上機を運用するための滑走台が設けられた。
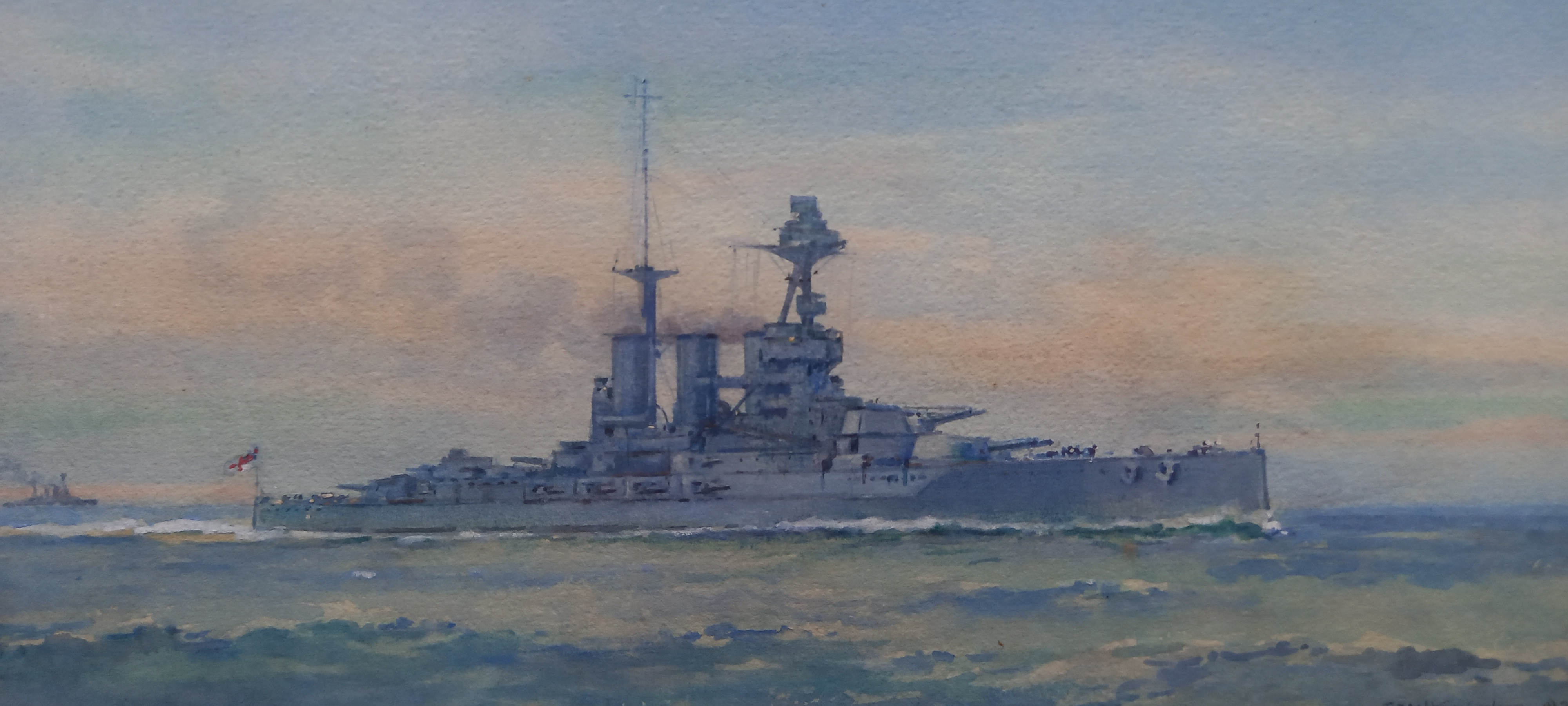
最晩年（1930年）のタイガーを描いた絵画。（海洋画家フランク W．ウッド（英語版）の作品）

## 兵装

### 主砲
本級の主砲は「Mark 5 1912年型 34.3cm（45口径）砲」を採用したが、主砲塔は前級「クイーン・メリー」にのみ搭載された新型砲塔を採用したことにより重量弾を運用することが可能となった。これにより前級の567kgの砲弾から635㎏砲弾を最大仰角20度で射距離21,710mまで届かせることができ、射程9,144mで舷側装甲318mmを貫通できる性能であった。砲塔の俯仰角能力は仰角20度・俯角3度で発射速度は毎分1.5発であった。旋回角度は首尾線方向を0度として左右150度の旋回角度を持っていた。

### 副砲、その他武装等
本級の副砲は対駆逐艦火力に欠けていたことから、新設計の「Mark 7 1901年型 15.2cm（45口径）速射砲」を採用した。その性能は重量45.4kgの砲弾を射距離2,740mで舷側装甲51mmを貫通できる性能であった。発射速度は毎分5～7発、砲身の仰角は15度・俯角7度で動力は人力を必要とした。射界は80度の旋回角度を持っていた。

その他に第一大戦後に飛行船からの爆撃が指摘されたために7.62ｃｍ単装高角砲を甲板上に2基を搭載した。対艦攻撃用に53.3m水中魚雷発射管を単装で4基を装備した。

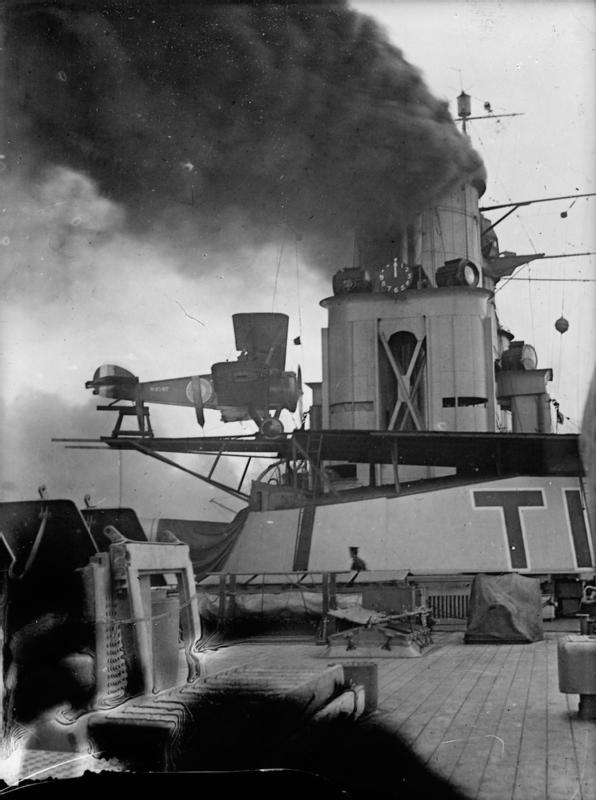
「タイガー」の3番主砲塔。主砲塔上に陸上機を運用するための滑走台が設けられた。
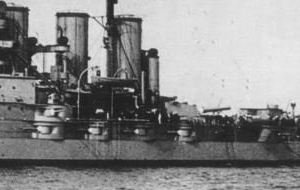
1920年代頃の「タイガー」の舷側ケースメイト。

## 機関
前級において船体中央部から3番主砲塔を挟んで艦後部に分散配置されていたボイラー室を本級は中央部に集中配置したために第一次大戦前の「装甲巡洋艦」と同じく前部にボイラー室、後部に機関室を置く旧時代的な配置を採っていた。ボイラー室は横隔壁で5室に分かれており、艦首から7基+8基+8基+8基+8基と配置しており、1番煙突がボイラー15基、2番煙突が8基、3番煙突が8基を担当していた。5番ボイラー室とタービン室のあいだには3番主砲塔の中央部弾薬庫があるため、3番主砲塔と4番主砲塔の間隔は離れていた。
ボイラー形式はバブコック・アンド・ウィルコックス式石炭・重油混焼水管缶39基に新型のブラウン・カーチス式直結タービンを高速型1基と低速型1基を1組として2組で4軸推進で公試時には108,000馬力で速力30.0ノットを発揮し、通常は最大出力85,000馬力で速力28.0ノットを発揮した。燃料は石炭2,450トン、重油2,450トンでカタログデータは10ノットで4,650海里までしか航行できず、巡洋艦のように遠出は出来なかった。

## 防御

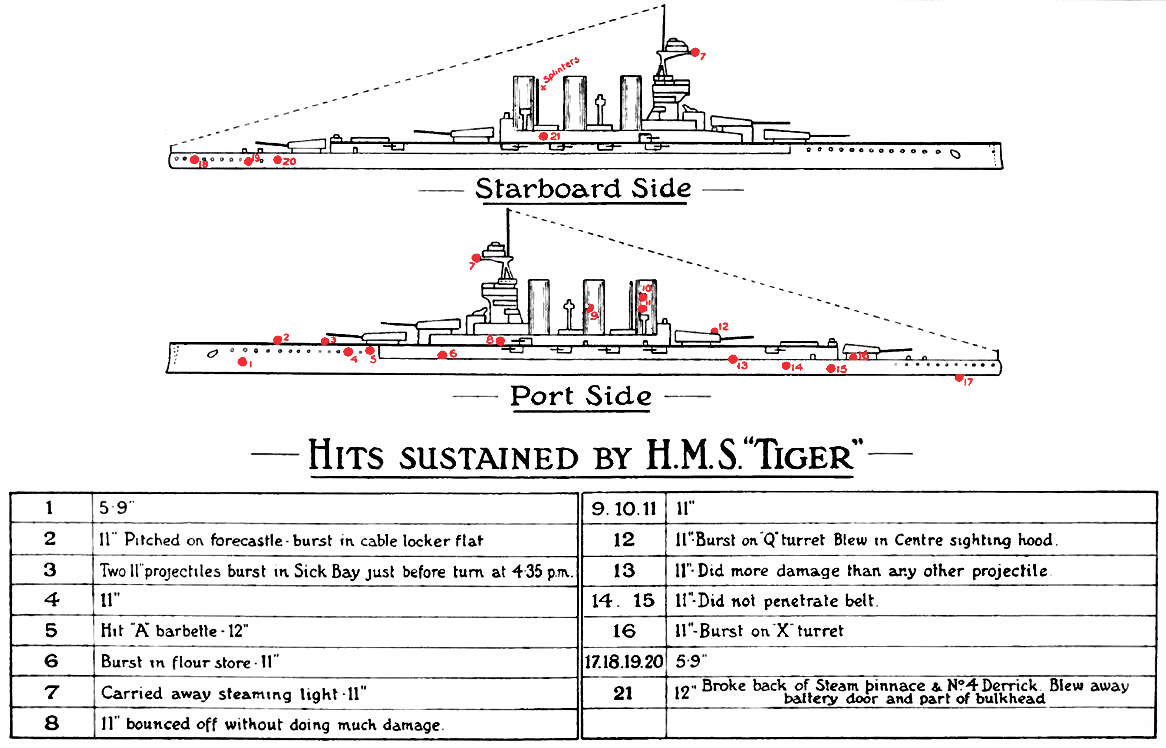
ジュッドランド沖海戦での損傷個所。
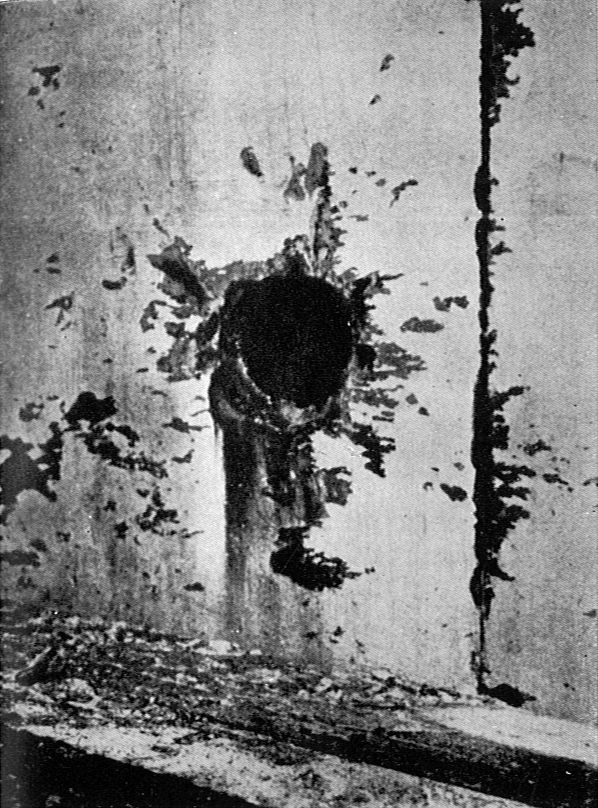
ジュッドランド沖海戦で機関区の主装甲229mmは28cm砲弾で貫かれた

防御方式は当時の主流として全体防御方式を採用しており、舷側装甲帯は1番主砲塔から4番主砲塔の弾薬庫を防御すべく長さ198m・高さ3.5ｍの範囲を防御した。しかし、229mm装甲で守られるのは機関区のみで、前後の弾薬庫は最厚部でも152mmでしかなかった。主砲弾薬庫は舷側装甲と別個に76mm装甲で覆われていた。水線下防御はあまり重視されておらず、石炭庫で浸水を止める考えで艦底部のみ2重底であった。
水平甲板の装甲は主甲板が25～51ｍｍで水線部装甲と接続する部分は傾斜している。これに最上甲板の25ｍｍで敵弾を受け止め、剥離した装甲板の断片（スプリンター）を主甲板で受け止める複層構造とした。

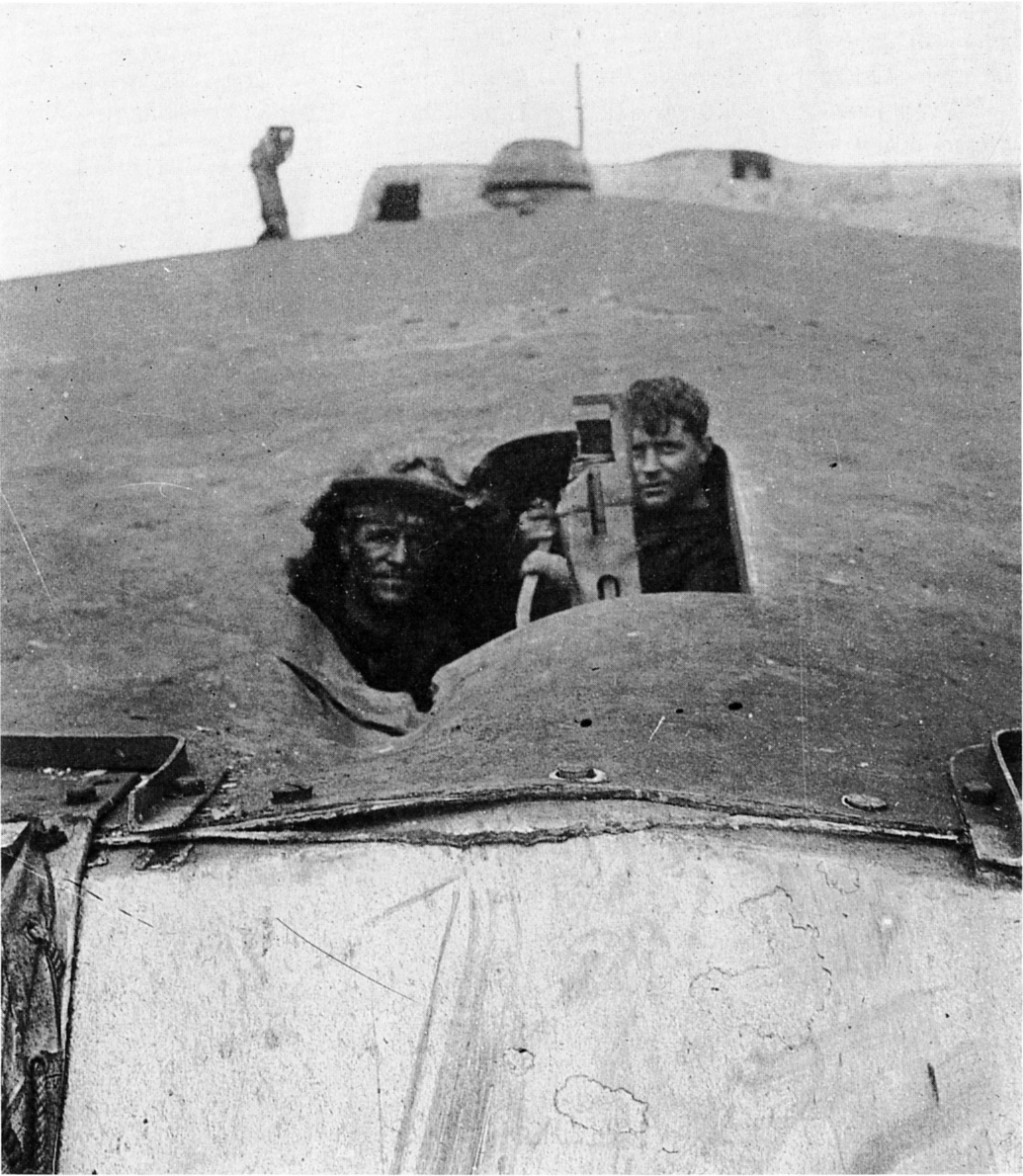
3番主砲塔に28ｃｍ砲弾で空いた穴
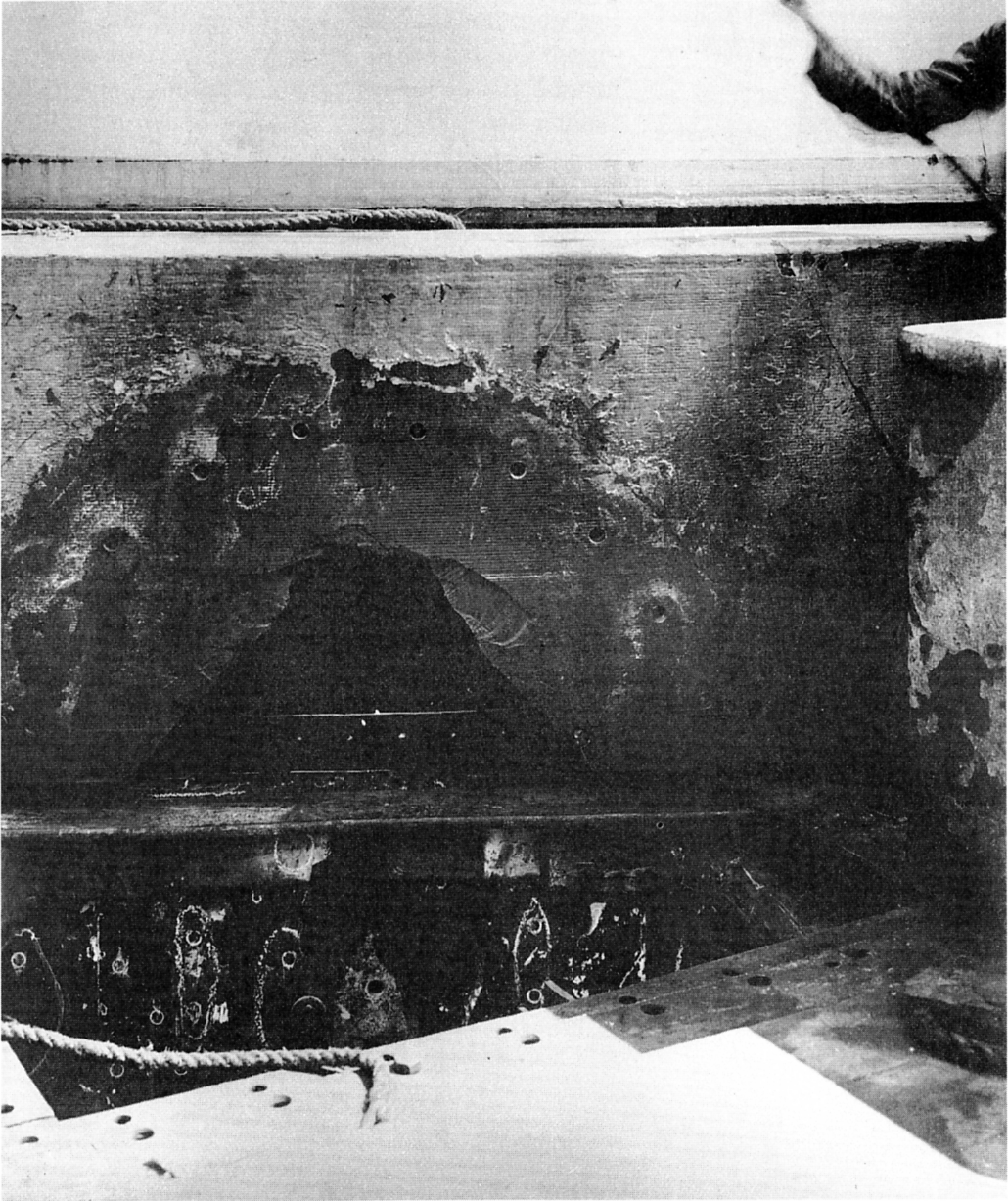
4番主砲塔のバーベットについた28ｃｍ砲弾の被弾痕

主砲塔の装甲は前盾と側盾229mm、後盾203mm、天蓋は前盾に近い傾斜部分が82mmで平坦部が64mmであった。基部のバーベットは甲板上は229mmだが、最上甲板の下は152mmとなり、主甲板から下では102mmでしかなかった。主砲塔の弾薬庫の装甲厚は水線部76～152mmとかなり薄くなっており、主砲に見合った防御力は無かった。副砲のケースメイト（砲郭）は前級では無装甲で危険であったが「タイガー」は127mmから152mm装甲が張られて強化された。本級の防御力は実戦において証明された。

## 艦歴

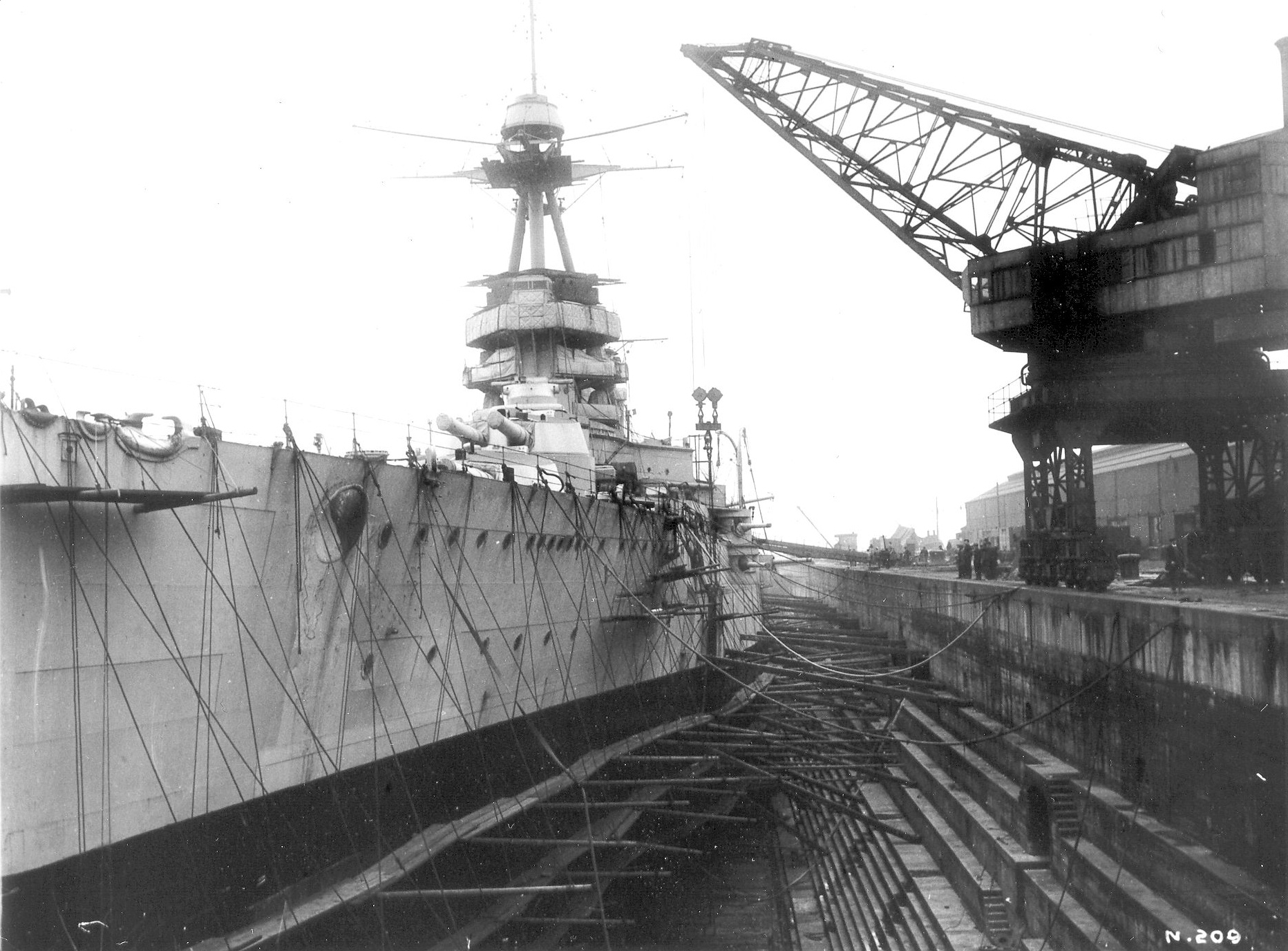
ドライドックに入渠中の「タイガー」。ユトランド沖海戦後から1918年の改装の間に撮影されたと思われる

1914年8月に第一次世界大戦が勃発した時はタイガーはまだジョン・ブラウン社のクライドバンク造船所で建造中であった。タイガーは1914年10月に就役し、デイビッド・ビーティー提督が率いる第1巡洋戦艦戦隊に編入された。第1巡洋戦艦戦隊には、本艦の他に巡洋戦艦ライオン、プリンセス・ロイヤル、クイーン・メリーが所属していた。
1915年1月24日、タイガーはビーティー提督の指揮下において、ドッガー・バンク海戦に参加した。
この海戦でタイガーは複数の命中弾を受け、10人の乗員を失った。また、タイガーは225発の砲弾を発射したが、命中したのは1発のみであった。海戦後、ビーティー提督は安保清種大佐（日本海軍の観戦武官）に「タイガーのかわりにクイーン・メリーでも参加していたら…」と嘆息したという。
1916年5月31日、タイガーはユトランド沖海戦に参加した（ユトランド沖海戦、戦闘序列）。本海戦におけるタイガーは、ドイツ帝国海軍の巡洋戦艦モルトケとフォン・デア・タンに命中弾を与えた。だが本艦もドイツ巡洋戦艦から15発の11インチ砲弾を受けた。この内13発は、巡洋戦艦モルトケからのものであった。この海戦では乗員24人が戦死した。戦死者の大半は海戦初期にQ砲塔に大損害を与えた命中弾によるものである。クイーン・メリーなどが爆沈し、一部で巡洋戦艦という艦種に疑問符がつけられたものの、ともかく本艦はユトランド沖海戦を切り抜けた。海戦終結後、6月3日からロサイス海軍工廠で修理が行われ、7月1日に工事完了した。修理完了後、ライオンが修理中の間の臨時の第1巡洋戦艦戦隊旗艦を務めた。
1917年11月17日、タイガーは巡洋戦艦レパルスやカレイジャス級巡洋戦艦などと共に第2次ヘリゴラント・バイト海戦に参加した。タイガーに乗艦していた日本海軍の観戦武官（吉岡保貞、機関中佐）も、この海戦を見聞している。その後、レナウン級巡洋戦艦と行動を共にして北海における哨戒活動などを行った。
1918年7月18日、整備を終えて出渠する。当時の巡洋戦艦艦隊司令長官は、ウィリアム・パケナムであった。パケナム中将は観戦武官として日露戦争に参加、日本海海戦では戦艦「朝日」に乗艦していた。観戦武官としてタイガーに乗艦した日本海軍の山中政之機関少佐にも、親身になって対応したという。
11月21日に大洋艦隊 (Hochseeflotte) がスカパ・フローに到着した時、タイガーも記念すべき瞬間に居合わせた。タイガーからは、かつて本艦と交戦したフォン・デア・タンとモルトケの姿を見ることができた。
第一次世界大戦後の1919年から1922年にかけて大西洋艦隊に配属され、この間に定められた1921年のワシントン海軍軍縮条約でも保有を認められた。軍縮条約の結果、イギリス海軍の保有する巡洋戦艦は4隻（タイガー、レナウン、レパルス、フッド）となり、巡洋戦艦戦隊を編成した。
15インチ砲8門搭載戦艦10隻（クイーン・エリザベス級戦艦5隻、リヴェンジ級戦艦5隻）を擁するイギリス戦艦部隊に比べて、巡洋戦艦戦隊は画一性を欠いたが、それでも恐るべき威力を秘めていた。
「タイガー」および戦艦3隻の代艦が建造可能となるのは、1935年であった。
1924年から1929年にかけて砲術練習艦となったほか、1929年に“マイティ”フッドが改装のため艦隊を離れた際は、短期間ではあるが巡洋戦艦戦隊に復帰した。なおこの際、ロイヤル・オーク事件の当事者の一人であるケネス・ドワー少将がタイガー艦長として着任している。
その後、1930年のロンドン海軍軍縮条約により廃棄されることになり、1931年に除籍。同年3月に解体のためデヴォンポートで売却された。